# Steg-Hohtenn
Steg-Hohtenn is een gemeente in het Zwitserse kanton Wallis, en maakt deel uit van het district Westlich Raron.
Steg-Hohtenn telt 1.558 inwoners.

## Geschiedenis
De gemeente is op 1 januari 2009 ontstaan door de fusie van de toenmalige zelfstandige gemeenten Hohtenn en Steg.
Ausserberg · Blatten · Bürchen · Eischoll · Ferden · Kippel · Niedergesteln · Raron · Steg-Hohtenn · Unterbäch · Wiler (Lötschen)